# Суш (Польша)
Суш (пол. Susz) — город в Польше, входит в Варминьско-Мазурское воеводство, Илавский повят. Имеет статус городско-сельской гмины. Занимает площадь 6,67 км². Население — 5586 человек (на 2018 год).

## История
Немецкое название — Розенберг в Западной Пруссии (нем. Rosenberg in Westpreußen).
Первое упоминание о посёлке на месте нынешнего города относится к 1305 году, когда городу было пожаловано городское право. К 1310 году Розенберг получил Кульмское право. В 1315 году привилегии были подтверждены, в городе были сооружены крепостные стены с тремя воротами и рвом. В XIV веке была построена ратуша. В 1521 году город стал центром округа.

## Демография
Население города дано на 31 декабря 2017 года.
| Возрастная группа | Всего | Мужчины | Женщины |
| ----------------- | ----- | ------- | ------- |
| Всего             | 5586  | 2774    | 2812    |
| 0-4               | 259   | 139     | 120     |
| 5-9               | 315   | 159     | 156     |
| 10-14             | 285   | 148     | 137     |
| 15-19             | 279   | 152     | 127     |
| 20-24             | 340   | 173     | 167     |
| 25-29             | 435   | 238     | 197     |
| 30-34             | 462   | 245     | 217     |
| 35-39             | 451   | 217     | 234     |
| 40-44             | 407   | 229     | 178     |
| 45-49             | 353   | 168     | 185     |
| 50-54             | 307   | 137     | 170     |
| 55-59             | 422   | 199     | 223     |
| 60-64             | 477   | 247     | 230     |
| 65-69             | 340   | 159     | 181     |
| 70 и старше       | 454   | 164     | 290     |

## Памятники
В реестр охраняемых памятников Варминско-Мазурского воеводства входят:
- Городская планировка
- Костёл св. Антония Падуанского XIV, XVI—XVIII вв.
- Костёл св. Розалии 1904—1905 гг.
- Синагога 1868 г.
- Остатки городских стен XIV, XVIII вв.
- Дом ок. 1900 г. по ул. Пястовской, 13
- Дом 1920 г. по ул. Прабуцкой, 7
- Дома по ул. Подстенной, 3, 9
- Дом 1905 г. по ул. Славянской, 12
- Почта 1881—82 гг. по ул. Славянской, 24
- Дом конца XIX—XX вв. по ул. Старый Город, 1
- Газовый завод 1907 г. по ул. Кайки, 7
- Городская водонапорная башня 1914—15 гг. по ул. Коперника, 49

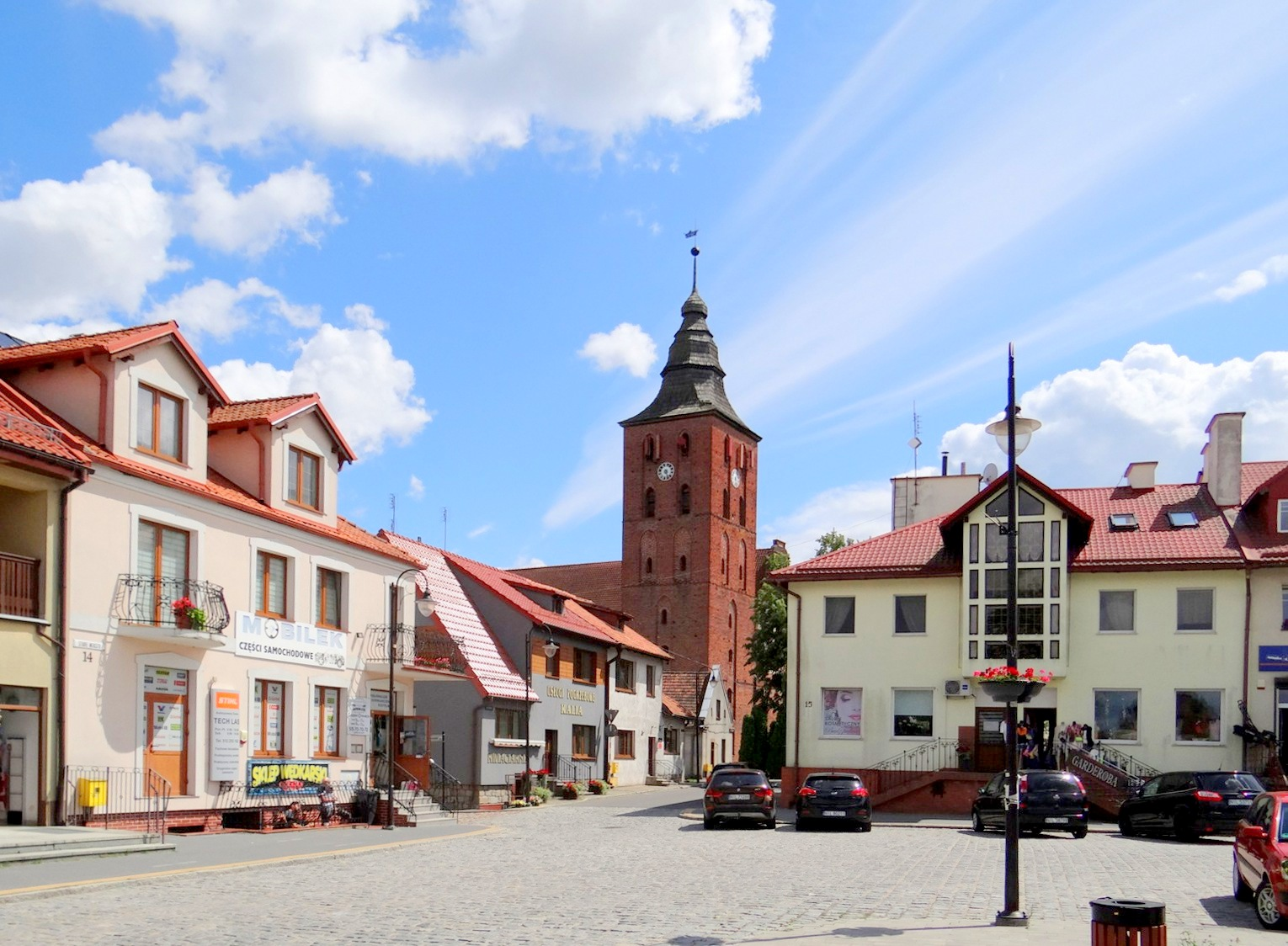
Суш
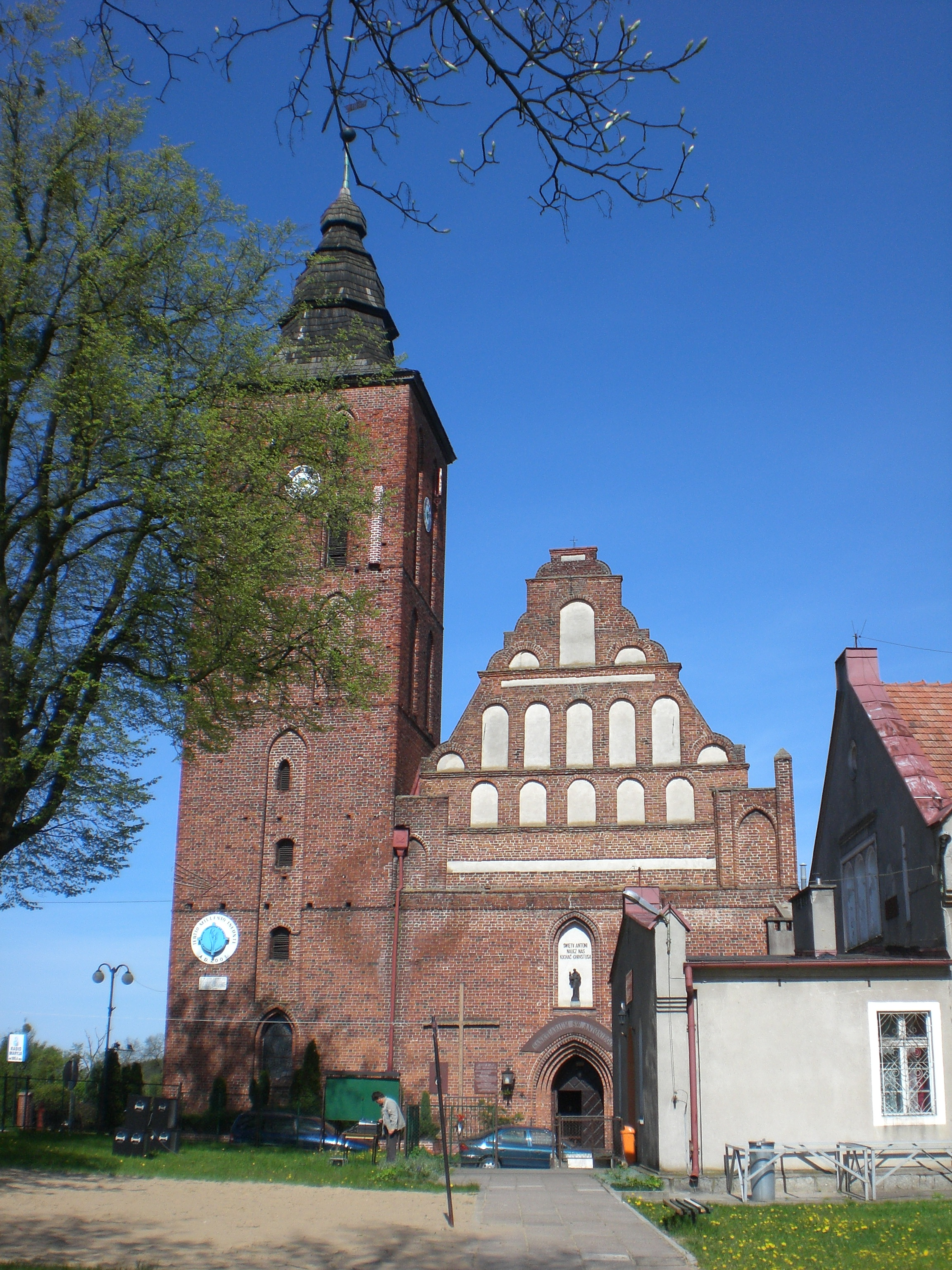
Костёл св. Антония Падуанского
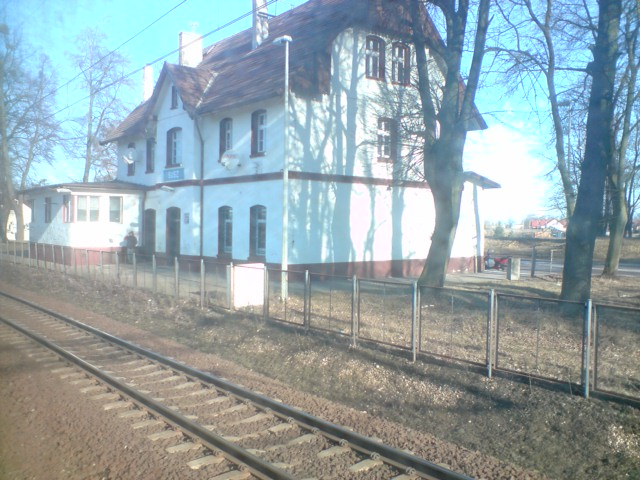
Вокзал
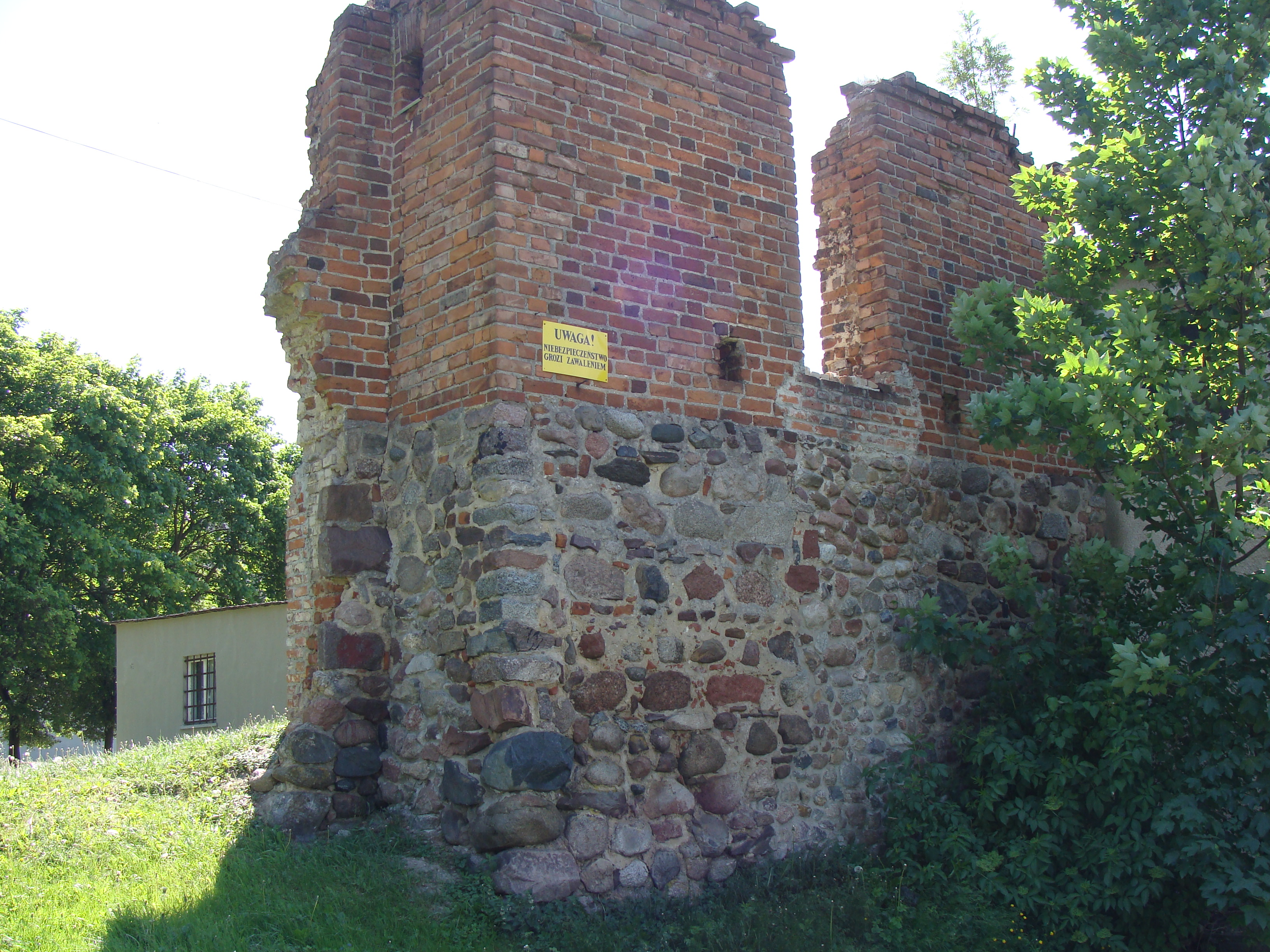
Городские стены